# Liste der Naturdenkmäler in Kreuztal
Die Liste der Naturdenkmäler in Kreuztal nennt die Naturdenkmäler in Kreuztal im Kreis Siegen-Wittgenstein in Nordrhein-Westfalen.

## Naturdenkmäler
| Reg.-Nr. | Bezeichnung           | Lage                                                          | Beschreibung                                  | Bild |
| -------- | --------------------- | ------------------------------------------------------------- | --------------------------------------------- | ---- |
| ND 1     | Dicke Buche           | Nordwestlich Krombach (Karte)                                 | Einzelbaum                                    |      |
| ND 2     | Blutbuche             | Nordwestlich Krombach                                         | Einzelbaum                                    |      |
| ND 3     | Fichte                | Westlich Osthelden                                            | Einzelbaum                                    |      |
| ND 4     | Buche                 | Südöstlich Littfeld                                           | Buche an einem direkt angrenzenden Quellteich |      |
| ND 5     | Dicke Buche           | Östlich Eichen (Karte)                                        | Einzelbaum                                    |      |
| ND 6     | Eiche                 | Östlich Eichen                                                | Einzelbaum                                    |      |
| ND 7     | Eiche (Höhberg)       | Nördlich Kreuztal                                             | Einzelbaum im Wald                            |      |
| ND 8     | Herzhäuser Buche      | Östlich Ferndorf                                              | Einzelbaum                                    |      |
| ND 9     | Eiche (Höhberg)       | Östlich Littfeld                                              | Einzelbaum im Wald                            |      |
| 1        | 21 Eichen             | Buschhütten; Wöllenwiese                                      |                                               |      |
| 3        | 1 Eiche               | Eichen; Struthbornweg                                         |                                               |      |
| 4        | 5 Buchen, 2 Linden    | Eichen; Stendenbacher Weg 27                                  |                                               |      |
| 6        | 1 Sommerlinde         | Eichen; Am Streffel, Friedhof                                 |                                               |      |
| 7        | 2 Blutbuchen          | Eichen; Eichener Str. 15                                      |                                               |      |
| 9        | 1 Winterlinde         | Fellinghausen; Dornseifer Str. 38                             |                                               |      |
| 11       | 2 Eschen, 1 Eiche     | Ferndorf; Marburger Str. 175, bei der ev. Kirche              |                                               |      |
| 12       | 1 Rotbuche            | Ferndorf; Ferndorfer Str. 21                                  |                                               |      |
| 13       | 1 Eiche (Kaisereiche) | Ferndorf; Ferndorfer Str. 62                                  |                                               |      |
| 14       | 1 Hainbuche           | Ferndorf; Kindelsbergstr. 2                                   |                                               |      |
| 15       | 1 Rotbuche            | Ferndorf; Kindelsbergstr. 2                                   |                                               |      |
| 16       | 1 Hainbuche           | Ferndorf; Backhausweg 13                                      |                                               |      |
| 17       | 1 Eiche               | Ferndorf; Irlenhof 1                                          |                                               |      |
| 18       | 1 Eiche               | Ferndorf; Hirtengarten 1                                      |                                               |      |
| 20       | 1 Eiche               | Kredenbach; Brücher Weg                                       |                                               |      |
| 21       | 2 Eichen              | Kredenbach; Brücher Weg                                       |                                               |      |
| 23       | 1 Walnuss             | Kredenbach; Kredenbacher Str. 20                              |                                               |      |
| 25       | 4 Eichen              | Kredenbach; Kredenbacher Str. 59                              |                                               |      |
| 26       | 1 Eiche               | Kredenbach; In der Kredenbach 2                               |                                               |      |
| 27       | 2 Eichen              | Kredenbach; Am Siegerberg 2                                   |                                               |      |
| 28       | 1 Esche               | Kreuztal; zwischen Marburger Str. 101 und 103                 |                                               |      |
| 30       | 1 Eiche               | Kreuztal; Ecke Pfarrstraße / Leystraße                        |                                               |      |
| 31       | 1 Buche               | Kreuztal; Mühlbergstr. 4                                      |                                               |      |
| 32       | 1 Eiche (Kaisereiche) | Kreuztal; Moltkestr. 17                                       |                                               |      |
| 33       | 1 Linde               | Krombach; Olper Str. 12                                       |                                               |      |
| 34       | 1 Linde               | Krombach; Hagener Str. 260                                    |                                               |      |
| 35       | 1 Eiche               | Krombach; Krombacher Str. 12                                  |                                               |      |
| 36       | 1 Linde               | Krombach; Olper Str. 19                                       |                                               |      |
| 37       | 1 Eiche               | Krombach; Olper Str. 1                                        |                                               |      |
| 38       | 1 Linde, 1 Blutbuche  | Krombach; Olper Str. 2                                        |                                               |      |
| 39       | 1 Blutbuche           | Littfeld; Hagener Str. 386                                    |                                               |      |
| 42       | 1 Eiche               | Littfeld, Burgh.hausen; Müsener Str. 26; 357 m ü. NHN (Karte) | Einzelbaum                                    |      |
| 43       | 1 Eiche               | Littfeld; Grubenstr. 83                                       |                                               |      |